# Diàmetre angular
El diàmetre angular és la dimensió aparent del diàmetre equatorial d'un cos celeste, expressada com a angle i suposant l'observador al seu vèrtex. Pel Sol, la Lluna o els planetes, el mesurament del diàmetre angular es fa amb procediments òptics i micromètrics. En el cas dels estels més brillants, el diàmetre es mesura amb procediments interferomètrics mitjançant interferòmetres. Quan es parla de l'angle abastat pel radi equatorial, se l'anomena semidiàmetre.

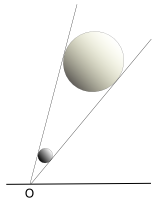
Figura 1. El diàmetre angular dona un mesurament aparent de la mida dels cossos celestes.

## Exemples
Com ho mostra la figura 1, dos cossos celestes de diàmetres molt diferents poden tenir el mateix diàmetre angular. Aquest és el cas del Sol i de la Lluna vistos des de la Terra. El diàmetre equatorial solar és unes 400 vegades més gran que el lunar, però com que la distància Terra-Sol és unes 400 vegades superior a la distància Terra-Lluna, ambdós cossos tenen un diàmetre angular sensiblement igual, d'aproximadament 30 minuts d'arc. Així, el satèl·lit de la Terra pot ocultar completament el Sol, en alguns casos, produint un eclipsi solar total.
Per fer-se una idea de l'autèntica magnitud del diàmetre angular, hom es pot imaginar una moneda de 2 euros situada a diferents distàncies:
- A uns 150 cm, el diàmetre angular és 1º
- A gairebé 90 metres, és d 1'
- Finalment, a poc més de 5 km l'angle és 1"